# Szilágyi Dorottya
Szilágyi Dorottya (Eger, 1996. november 10. –) olimpiai- és Európa-bajnoki bronzérmes, világbajnoki ezüstérmes magyar válogatott vízilabdázó. A Ferencvárosi TC játékosa. Édesapja Szilágyi Péter vízilabdaedző, korábbi vízilabdázó.

## Pályafutása
Édesapja munkája révén a dél-afrikai Durbanban tanult meg úszni alig hároméves korában, hatéves korában pedig az új-zélandi Hamiltonban kezdett el vízilabdázni. 2005 végén édesapja a magyar női válogatott edzője lett, így Magyarországra költöztek. 10 éves korában, 2006 végén ismét külföldre, az ausztráliai Perth-be kerültek, s  habár 14 éves korában a Pan Pacific Játékokon tagja volt az ausztrál U16-os vízilabda-válogatottnak, 2011-ben mégis abbahagyta a sportágban versenyzést. Közel két év kihagyást követően, 2012-ben kezdett újra vízilabdázni Dunaújvárosban az ottani edző, Mihók Attila rábeszélésére.
Utánpótlás játékosként a 2013-as U17-es Eb-n ötödik, a 2014-es U18-as vb-n harmadik, az U19-es Eb-n negyedik, a 2015-ös U20-as vb-n hetedik volt.
Tagja volt a 2017-es úszó-világbajnokságon szereplő magyar női vízilabda-válogatottnak. A 2018-es Eb-n és a 2019-es vb-n negyedik lett a válogatottal. 2020 januárjában Eb bronzérmet szerzett. Júniusban visszaigazolt Dunaújvárosba. 2020 szeptemberben Magyar Kupát nyert. Tagja volt a 2021-re halasztott tokiói olimpián bronzérmet szerző válogatottnak.
2022-ben a LEN-kupa döntőjében maradt alul a klubjával az Etnikosz Pireusszal szemben.
Tagja volt a magyar női vízilabda-válogatott keretének a 2022-es, hazai rendezésű vizes világbajnokságon. Végül a torna döntőjében az amerikai válogatottól 9-7-re vereséget szenvedett az együttes, így ezüstérmet szereztek Bíró Attila vezetése alatt. 2022 nyarán Egerbe igazolt.
2025. június 5-én bejelentették, hogy a Ferencvárosi TC csapatánál folytatja pályafutását.

## Sikerei
Olimpiai játékok
- bronzérmes: 2021

Világbajnokság
- ezüstérmes: 2022, 2024, 2025

Európa-bajnokság
- bronzérmes: 2020

Universiade
- ezüstérmes: 2017

U18-as világbajnokság
- bronzérmes: 2014

Magyar bajnokság
- aranyérmes: 2023
- ezüstérmes: 2014, 2016, 2018, 2021, 2022
- bronzérmes: 2013, 2015, 2017, 2024

Magyar kupa
- győztes: 2013, 2020

## Díjai
- Magyar Arany Érdemkereszt (2021)[11]